# Castlelevington
Castlelevington är en civil parish i Storbritannien.   Den ligger i kommunen Borough of Stockton-on-Tees och riksdelen England, i den centrala delen av landet, 300 km norr om huvudstaden London.